# Hemichromis
Hemichromis es un género de peces de agua dulce perteneciente a la familia de los cíclidos. En acuariofilia se los conoce como «cíclidos joya». Las especies del género son nativas de África occidental y del noroeste, habitando ríos, lagos, charcas y arroyos con una gran variedad de calidades de agua, incluyendo hasta lagunas de agua salada.
El tamaño máximo informado para las diferentes especies de Hemichromis va desde 8 hasta 30 cm de longitud total. Los tamaños máximos en acuarios tienden a ser menores que los de ejemplares silvestres.

## Especies
- Hemichromis angolensis Steindachner, 1865
- Hemichromis bimaculatus Gill, 1862
- Hemichromis cerasogaster (Boulenger, 1899)
- Hemichromis cristatus Loiselle, 1979
- Hemichromis elongatus (Guichenot, 1861)
- Hemichromis exsul (Trewavas, 1933)
- Hemichromis fasciatus Peters, 1857
- Hemichromis frempongi Loiselle, 1979
- Hemichromis guttatus Günther, 1862
- Hemichromis letourneuxi Sauvage, 1880
- Hemichromis lifalili Loiselle, 1979
- Hemichromis paynei Loiselle, 1979
- Hemichromis stellifer Loiselle, 1979